# Alpenus investigatorum
Alpenus investigatorum är en fjärilsart som beskrevs av Karsch 1898. Alpenus investigatorum ingår i släktet Alpenus och familjen björnspinnare. Inga underarter finns listade i Catalogue of Life.